# تشارلز أ. كانفيلد
تشارلز أ. كانفيلد (بالإنجليزية: Charles A. Canfield)‏ هو شخصية أعمال أمريكي، ولد في 15 مايو 1848 في Springfield, New York ‏ في الولايات المتحدة، وتوفي في 15 أغسطس 1913.